# 니시야마촌 (야마나시현)
니시야마촌(西山村)은 야마나시현 미나미코마군에 있던 촌이다. 현재의 하야카와정에 해당한다.

## 역사
- 1889년 7월 1일 - 정촌제 시행에 의해 2개 촌의 구역을 가지고 나라다촌이 성립하였다.
- 1890년 4월 1일 - 나라다촌이 개칭하여 니시야마촌이 되었다.
- 1956년 9월 30일 - 미야코가와촌, 미사토촌, 고카촌, 모토다테촌, 스즈리시마촌과 합병해 하야카와정이 성립하여, 동일 니시야마촌은 페지되었다.

## 참고문헌
- 角川日本地名大辞典 19 山梨県